# CSKA Moscou (basket-ball)
Maillots
Dernière mise à jour : 15 mai 2016.
Le PBC CSKA Moscou est un club russe de basket-ball appartenant à la VTB United League, le plus haut niveau du championnat de Russie. Le club, basé à Moscou, est une section du CSKA Moscou, l'ancien club de l'Armée rouge.

## Historique
Dans les années 1970, le CSKA remporte quatre titres de champion d'Europe, dont ceux de 1969 et 1971 sous la direction d'Aleksandr Gomelsky, et est battu deux fois en finale en 1970 et 1973. À cette époque, l'équipe s'appuie sur le talent de Sergei Belov, qui remporte trois titres de meilleur joueur lors de ces finales. Gomelsky reste entraîneur du club pendant 22 ans puis occupe le poste de président jusqu'à son décès en 2005.
En 1998, Andreï Kirilenko rejoint le CSKA. En 2000, le CSKA remporte le premier titre de la  Ligue nord européenne de basket-ball (NEBL) puis, atteint les demi-finales de la Suproligue en 2001.
Le club devient l'un des clubs majeurs de la scène européenne. Après la saison 2000-2001 qui a vu deux compétitions majeures en Europe avec la Suproligue et l'Euroligue, le CSKA est éliminé au deuxième tour de l'Euroligue par le Maccabi Tel-Aviv.
L'année 2003 voit le CSKA atteindre le Final Four de l'Euroligue, où il échoue en demi-finale face au FC Barcelone. En 2004, le CSKA est de nouveau confronté en demi-finale au club hôte de la compétition, le Maccabi, qui remporte la rencontre sur le score de 93 à 85.
L'édition 2005 est un échec : le CSKA est invaincu durant la première phase, puis ne subit qu'une seule défaite lors de la seconde phase et se qualifie pour le Final Four qui se déroule à Moscou. Mais le triomphe attendu n'est pas au rendez-vous, les Espagnols du Tau Vitoria battant le CSKA en demi-finale.
le club recrute alors l'entraîneur Ettore Messina. Celui-ci conduit son club au Final Four de l'Euroligue, après avoir éliminé en deux manches Efes Pilsen İstanbul. Lors ce Final Four, le CSKA bat le club espagnol du FC Barcelone en demi-finale, ce qui lui donne le droit d'affronter le double tenant du titre, le Maccabi. La rencontre est serrée mais le CSKA remporte finalement son premier titre en Euroligue depuis 1971.
L'année suivante, le club ne subit qu'une défaite lors du premier tour avant de remporter ses six rencontres du Top16. Le club retrouve le Maccabi lors des quarts de finale. Grâce à sa victoire lors de la troisième manche décisive, le club russe perpétue sa présence ininterrompue au Final Four depuis l'édition de 2003. Le club de Messina dispose du club espagnol d'Unicaja Málaga en demi-finale. La finale oppose deux grands clubs du basket-ball européen : le CSKA se voit opposé au Panathinaïkos, qui évolue dans sa salle de l'Oaka d'Athènes. Le club grec, mené par l'entraîneur le plus titré en Euroligue, Željko Obradović, remporte finalement son quatrième titre sur le score de 93 à 91.
En 2008, le CSKA est à nouveau qualifié pour le Final Four de l'Euroligue qui se déroule à Madrid. L'ancien club sportif de l'Armée rouge se qualifie en finale du Final Four en dominant Tau Vitoria, 83-79. En finale, le CSKA rencontre une équipe qui lui est familière : le Maccabi Tel-Aviv. Le CSKA l'emporte au terme d'une finale peu indécise sur le score de 91-77. Zakhar Pachoutine soulève donc le trophée tant convoité, et succède ainsi au Panathinaïkos . L'arrière lituanien du CSKA, Ramūnas Šiškauskas, est élu MVP de l'Euroligue.
En 2009, privé de son maître à jouer Theódoros Papaloukás, retourné à l'Olympiakos, le CSKA n'en finit pas moins premier de sa poule d'Euroligue et du Top 16.  Ayant éliminé en trois manches sèches le Partizan Belgrade en quart de finale, il se qualifie ainsi pour un nouveau Final Four, le septième d'affilée. À Berlin, en demi-finale, le champion de Russie est opposé à l'un des grands favoris de la compétition, le FC Barcelone. La victoire du CSKA, 82-78, est une surprise et le qualifie pour sa quatrième finale de suite, qui l'oppose au Panathinaïkos pour une réédition de la finale de 2007. Encore une fois, l'équipe de Željko Obradović remporte le match, au terme d'un suspense haletant, Ramūnas Šiškauskas ratant le tir à 3 points de la victoire dans la dernière seconde (73-71).
En 2010, après le départ d'Ettore Messina pour le Real Madrid, le CSKA est dirigé par un nouvel entraîneur, l'ancien joueur et ex-adjoint de Messina, Evgueny Pachoutine. En Euroligue, le club se qualifie pour son huitième Final Four d'affilée, ce qui constitue un record. Il est éliminé en demi-finale par le futur champion, Barcelone. En 2012, sous la direction de Jonas Kazlauskas, le CSKA se qualifie pour le Final Four et domine largement la finale contre l'Olympiakos avant de s'écrouler vers la fin de la rencontre et de perdre d'un point. Messina revient au CSKA en 2012 et l'équipe se qualifie de nouveau pour le Final Four de l'Euroligue mais, encore une fois, est battue par le champion, l'Olympiakos de Vassilis Spanoulis. En 2014, l'équipe se qualifie pour le Final Four mais s'effondre à la fin de la demi-finale contre le Maccabi Tel-Aviv. Messina quitte son poste d'entraîneur et est remplacé par Dimitris Itoudis, ancien adjoint de Željko Obradović au Panathinaïkos, qui signe un contrat de 2 ans.
Pour la saison 2019-2020, le budget du club est de 40,7 millions d'euros. La pandémie de Covid-19 entraîne une forte baisse du budget du club, pour la saison 2020-2021, de l'ordre 25 à 30 %.

## Palmarès
International
- Vainqueur de l'Euroligue : (8) 2006, 2008, 2016, 2019
- Coupe des clubs champions : 1961, 1963, 1969, 1971
- Finaliste de la Coupe des clubs champions : 1965, 1970, 1973
- Final Four de l'Euroligue : 2003, 2004, 2005, 2006, 2007, 2008, 2009, 2010, 2012
- Final Four de la Suproligue : 2001
- Champion de NEBL : (1) 2000
- Champion de la VTB United League : (11) 2008, 2010, 2012, 2013, 2014, 2015, 2016, 2017, 2018, 2019, 2021
- Finaliste de la VTB United League : 2011

Russie
- Champion de Russie : (25) 1992, 1993, 1994, 1995, 1996, 1997, 1998, 1999, 2000, 2003, 2004, 2005, 2006, 2007, 2008, 2009, 2010, 2011, 2012, 2013, 2014, 2015, 2016, 2017, 2018, 2019, 2021
- Vainqueur de la Coupe de Russie : (3) 2005, 2006, 2007

URSS
- Champion d'URSS : (24) 1945, 1960, 1961, 1962, 1964, 1965, 1966, 1969, 1970, 1971, 1972, 1973, 1974, 1976, 1977, 1978, 1979, 1980, 1981, 1982, 1983, 1984, 1988, 1990
- Vainqueur de la Coupe d'URSS : (3) 1972, 1973, 1982

## Entraîneurs successifs
- depuis 2024 :  Andreas Pistiolis (en)
- juin 2022-2024 :  Emil Rajković (en)
- juin 2014-juin 2022 :  Dimitris Itoudis
- juin 2012-juin 2014 :  Ettore Messina
- 2011-2012 :  Jonas Kazlauskas
- 2010 :  Duško Vujošević
- 2009-2010 :  Evgueny Pachoutine
- 2005-2009 :  Ettore Messina
- 2002-2005 :  Dušan Ivković
- 1992-2000 :  Stanislav Eremin
- 1988-1990 :  Sergei Belov
- 1982-1988 :  Aleksandr Gomelsky
- 1981-1982 :  Sergei Belov
- 1970-1981 :  Aleksandr Gomelsky
- 1968-1970 :  Armenak Alachachian
- 1966-1968 :  Aleksandr Gomelsky

## Joueurs célèbres ou marquants
- Vladimir Andreev
- Sergueï Bazarevitch
- Sergueï Belov
- Ivan Edeshko
- Gennadi Volnov
- Viktor Zoubkov
- Armenak Alachachian
- Heino Enden
- Jaak Lipso
- Tiit Sokk
- Gundars Vētra
- Rimas Kurtinaitis
- Vladimir Tkachenko
- Aleksandr Volkov
- Aljan Jarmoukhamedov
- Ruslan Avleev
- Aleksandr Bashminov
- Dimitri Domani
- Vassili Karassev
- Sasha Kaun
- Viktor Keirou
- Viktor Khryapa
- Andreï Kirilenko
- Igor Kudelin
- Nikita Kurbanov
- Sergei Monia
- Nikita Morgounov
- Vitali Nossov
- Sergueï Panov
- Zakhar Pachoutine
- Alekseï Savrassenko
- Alexey Shved
- Dmitri Sokolov
- Alekseï Zozulin
- Victor Alexander
- Marcus Brown
- Patrick Eddie
- Chuck Ewans
- Jamont Gordon
- Marcus Goree
- Antonio Granger
- Jon Robert Holden
- Aaron Jackson
- Michael Jennings
- Trajan Langdon
- Rusty LaRue
- Curtis McCants
- Sammy Mejia
- Terence Morris
- Marcus Webb
- Sonny Weems
- Edmond Wilson
- David Vanterpool
- Vladan Alanović
- Gordan Giriček
- Zoran Planinić
- Joško Poljak
- Mate Skelin
- Zoran Erceg
- Boban Marjanović
- Nenad Krstić
- Dragan Tarlać
- Miloš Teodosić
- Níkos Chatzivréttas
- Dímos Dikoúdis
- Theodoros Papaloukas
- Nikos Zisis
- Gintaras Einikis
- Darjuš Lavrinovič
- Ramūnas Šiškauskas
- Darius Songaila
- Giorgi Tsintsadze
- Manuchar Markoishvili
- Erazem Lorbek
- Matjaž Smodiš
- Nando de Colo
- David Andersen
- Vyacheslav Kravtsov
- Pops Mensah-Bonsu
- Martin Müürsepp
- Julius Nwosu
- Óscar Torres
- Mirsad Türkcan
- Tomas Van Den Spiegel
- Rubén Wolkowyski